# Marietheres Angerpointner
Marietheres Angerpointner (* 13. Mai 1917 in Regensburg; † 18. Oktober 2005 in Traunstein) war eine deutsche Schauspielerin.

## Leben
Nach dem Besuche der Schauspielschule von Bozena Ernst in München erhielt Marietheres Angerpointner ein erstes Engagement 1945 am Deutschen Theater Berlin. Ein Aufführungszettel des Staatstheater Krakau im Generalgouvernement Polen (also spätestens 1944) weist sie als Gast in der Rolle des Gretchens im „Faust“ aus. Es folgten Stationen am Bayerischen Staatstheater 1946 neben Paul Verhoeven und Willy Rösner, am Theater der Stadt Bonn, Gera, Frankfurt, Köln und Düsseldorf. In dieser Zeit spielte sie in zahlreichen klassischen Dramen wie Goethes Stella, Molnárs Liliom und Molières Der Bürger als Edelmann. Oft war die „Darstellerin fast aller Shakespearefrauen“ auch in Stücken von Jean Giraudoux und Jean Anouilh zu sehen.
Bereits 1941 gab Angerpointner zudem ihr Spielfilmdebüt in Hans Bertrams propagandistischem Kriegsfilm Kampfgeschwader Lützow. Es folgten einige wenige größere Rollen in Nachkriegsproduktionen wie Paul Verhoevens Drama Du bist nicht allein mit Peter Pasetti und Carola Höhn und Hans Schweikarts Komödie Geliebter Lügner. 1948 spielte sie weibliche Hauptrolle neben Paul Dahlke in Rolf Meyers Drama Menschen in Gottes Hand.
Neben der Schauspielerei arbeitete Marietheres Angerpointner zeitweilig auch freiberuflich als Innenarchitektin.

## Filmografie (Auswahl)
- 1941: Kampfgeschwader Lützow
- 1948: Menschen in Gottes Hand
- 1949: Du bist nicht allein
- 1950: Geliebter Lügner